# Kamni Vrh pri Ambrusu
Kamni Vrh pri Ambrusu este o localitate din comuna Ivančna Gorica, Slovenia, cu o populație de 40 de locuitori.